# شهرستان کینگ و کوین (ویرجینیا)
شهرستان کینگ و کوین، ویرجینیا (به انگلیسی: King and Queen County, Virginia) یک سکونتگاه مسکونی در ایالات متحده آمریکا است که در ویرجینیا واقع شده‌است.

## خصوصیات
شهرستان کینگ و کوین ۸۴۴٫۳۴ کیلومترمربع مساحت دارد.